# Pegomya tenera
Pegomya tenera este o specie de muște din genul Pegomya, familia Anthomyiidae. A fost descrisă pentru prima dată de Zetterstedt în anul 1838.
Este endemică în Sweden. Conform Catalogue of Life specia Pegomya tenera nu are subspecii cunoscute.